# Juan Pablo Goicochea
Juan Pablo Goicochea del Carpio (Lima, 12 de enero de 2005) es un futbolista peruano. Juega de delantero y su equipo actual es el Platense de la Liga Profesional de Argentina.

## Trayectoria
Nacido en Lima, Goicochea comenzó su carrera en las inferiores del Esther Grande para luego entrar al Alianza Lima tras la pausa en las actividades del club.
Comenzó a entrenar en el primer equipo de Alianza en octubre de 2022, debutando el 21 de octubre ante el Deportivo Binacional. Fue promovido al primer equipo para 2023.
Actualmente, tiene contrato con el Platense de la Primera División de Argentina hasta diciembre del 2026.

## Selección nacional
Es internacional juvenil por Perú.  Fue citado al Campeonato Sudamericano Sub-20 de 2023.

## Estadísticas
Actualizado al último partido disputado el 29 de octubre de 2023.
| Club                | Div.          | Temporada     | Liga  | Liga  | Copas nacionales | Copas nacionales | Copas internacionales | Copas internacionales | Total | Total |
| Club                | Div.          | Temporada     | Part. | Goles | Part.            | Goles            | Part.                 | Goles                 | Part. | Goles |
| ------------------- | ------------- | ------------- | ----- | ----- | ---------------- | ---------------- | --------------------- | --------------------- | ----- | ----- |
| Alianza Lima · Perú | 1.ª           | 2022          | 1     | 0     | –                | –                | —                     | —                     | 1     | 0     |
| Alianza Lima · Perú | 1.ª           | 2023          | 3     | 0     | –                | –                | —                     | —                     | 3     | 0     |
| Alianza Lima · Perú | Total club    | Total club    | 4     | 0     | 0                | 0                | 0                     | 0                     | 4     | 0     |
| Platense Argentina  | 1.ª           | 2024          | 1     | 0     | 0                | 0                | –                     | –                     | 1     | 0     |
| Platense Argentina  | 1.ª           | 2025          | 0     | 0     | 0                | 0                | –                     | –                     |       |       |
| Platense Argentina  | Total club    | Total club    | 1     | 0     | 0                | 0                | 0                     | 0                     | 0     | 0     |
| Total carrera       | Total carrera | Total carrera | 5     | 0     | 0                | 0                | 0                     | 0                     | 1     | 0     |

### Participaciones internacionales
| Torneo                        | Club         | País | Resultado      |
| ----------------------------- | ------------ | ---- | -------------- |
| Copa Libertadores 2023        | Alianza Lima | Perú | Fase de grupos |
| Copa Libertadores Sub-20 2023 | Alianza Lima | Perú | Fase de grupos |

## Palmarés

### Títulos nacionales
| Título           | Club           | País      | Año    |
| ---------------- | -------------- | --------- | ------ |
| Torneo Clausura  | Alianza Lima   | Perú      | 2022   |
| Liga 1           | Alianza Lima   | Perú      | 2022   |
| Torneo Apertura  | Alianza Lima   | Perú      | 2023   |
| Primera División | C. A. Platense | Argentina | A-2025 |